# Ȣ
De letter Ȣ (onderkast: ȣ) is een ligatuur van de Griekse letters υ en ο. Ze wordt gebruikt in de schriften van de Algonquin- en Huron-indianen. Ze is opgenomen in Unicode als U+0222 (hoofdletter) en U+0223 (onderkast).